# Embraer Legacy 500
Pour les articles homonymes, voir Legacy.
Dimensions
Le Legacy 500 est un avion d'affaires biréacteur du constructeur aéronautique brésilien Embraer, entré en service en octobre 2014. C'est l'appareil le plus moderne de sa gamme et un concurrent du Bombardier Challenger 300 et 350.

## Développement
Le Legacy 500 a été officiellement annoncé en avril 2008, en même temps qu'un modèle plus petit, le Legacy 450. Il a effectué son premier vol le 27 novembre 2012. Une compagnie brésilienne non précisée a reçu le premier exemplaire le 11 octobre 2014. Le 21 octobre, le Legacy 500 a reçu son autorisation de vol au-dessus des États-Unis.
L'IU-50A Legacy est une version militaire destinée à la Força Aérea Brasileira et dédiée à des missions de calibration des radars du contrôle aérien.

## Évolution
Les Praetor 500/600 seront des évolutions des Legacy 450/500 avec des winglets plus grandes et des réservoirs de plus grande capacité,.